# Sabicea amomii
Sabicea amomii är en måreväxtart som beskrevs av Herbert Fuller Wernham. Sabicea amomii ingår i släktet Sabicea och familjen måreväxter.
Artens utbredningsområde är Kamerun. Inga underarter finns listade i Catalogue of Life.